# Chénérailles
Chénérailles är en kommun i departementet Creuse i regionen Nouvelle-Aquitaine i de centrala delarna av Frankrike. Kommunen ligger i kantonen Chénérailles som tillhör arrondissementet Aubusson. År 2022 hade Chénérailles 736 invånare.

## Befolkningsutveckling
Antalet invånare i kommunen Chénérailles
Referens:INSEE